# Rubus heterosepalus
Rubus heterosepalus är en rosväxtart som beskrevs av Elmer Drew Merrill. Rubus heterosepalus ingår i släktet rubusar, och familjen rosväxter. Inga underarter finns listade i Catalogue of Life.